# Ginger Ninja
Ginger Ninja är ett popband från Danmark. Bandet fick skivkontrakt med Sony i januari 2009, och släppte året därpå debutalbumet Wicked Map.

## Diskografi

### Album
- Wicked Map (2010)
- Excess Space (2014)

### Singlar
- Sunshine (2009)
- Bone Will Break Metal (2009)
- Wet Like a Dog (2010)